# فیدیک
فیدیک (FIDIC) یا فدراسیون بین‌المللی مهندسان مشاور (Fédération Internationale des Ingénieurs-Conseils) نهادی بین‌المللی است که قراردادهای صنعت ساخت و ساز در سطح بین‌الملل تبیین می‌نماید.

## تاریخچه
۵۹ شرکت کنندگان در جلسه افتتاحیه در نمایشگاه جهانی در گنت، بلژیک، در ماه ژوئیه سال ۱۹۱۳، به بحث در مورد امکان تشکیل یک فدراسیون جهانی مهندسین مشاور پرداختند. از شرکت کنندگان، ۱۹ نماینده رسمی از بلژیک، دانمارک، فرانسه، آلمان، FHE هلند، سوئیس و ایالات متحده آمریکا و مابقی از اتریش، مجارستان، کانادا، روسیه و انگلستان بود. در این جلسه موفقیت ایجاد یک قانون اساسی رسمی FIDIC در ۲۲ ژوئیه ۱۹۱۳ حاصل شد.
انواع کتاب‌های فیدیک
فدراسیون بین‌المللی مهندسان مشاور (FIDIC) مجموعه‌ای از استانداردهای قراردادی را برای پروژه‌های عمرانی و مهندسی در قالب کتاب‌های رنگی منتشر کرده است. این کتاب‌ها به عنوان مراجع بین‌المللی در قراردادهای پیمانکاری و مشاوره‌ای مورد استفاده قرار می‌گیرند. مهم‌ترین کتاب‌های فیدیک عبارت‌اند از:
کتاب قرمز (Red Book): مناسب برای قراردادهای طراحی و ساخت سنتی که در آن کارفرما مسئول طراحی پروژه است.
کتاب زرد (Yellow Book): برای قراردادهای طراحی و ساخت (Design & Build) که در آن پیمانکار مسئول طراحی و اجرا است.
کتاب نقره‌ای (Silver Book): ویژه قراردادهای EPC/Turnkey که مسئولیت طراحی، تأمین تجهیزات و اجرای پروژه را به پیمانکار واگذار می‌کند.
کتاب طلایی (Gold Book): مناسب برای قراردادهای DBO (طراحی، ساخت و بهره‌برداری)، به ویژه در پروژه‌های زیربنایی و تأسیساتی.
کتاب سبز (Green Book): برای پروژه‌های کوچک و کوتاه‌مدت با شرایط قراردادی ساده.
کتاب آبی (Blue Book): مخصوص پروژه‌های دریایی و لایروبی.
کتاب سبز زمردی (Emerald Book): تهیه‌شده برای قراردادهای پروژه‌های زیرزمینی، تونل‌سازی و حفاری، که در همکاری مشترک فیدیک و انجمن بین‌المللی تونل (ITA) توسعه یافته است.
این مجموعه قراردادهای استاندارد فیدیک به منظور تنظیم روابط بین کارفرمایان، مشاوران و پیمانکاران در پروژه‌های عمرانی و صنعتی به کار می‌رود و در بسیاری از کشورها به عنوان مرجع رسمی برای تنظیم قراردادها شناخته شده است.